# Delma molleri
Delma molleri là một loài thằn lằn trong họ Pygopodidae. Loài này được Lütken mô tả khoa học đầu tiên năm 1863.

## Hình ảnh

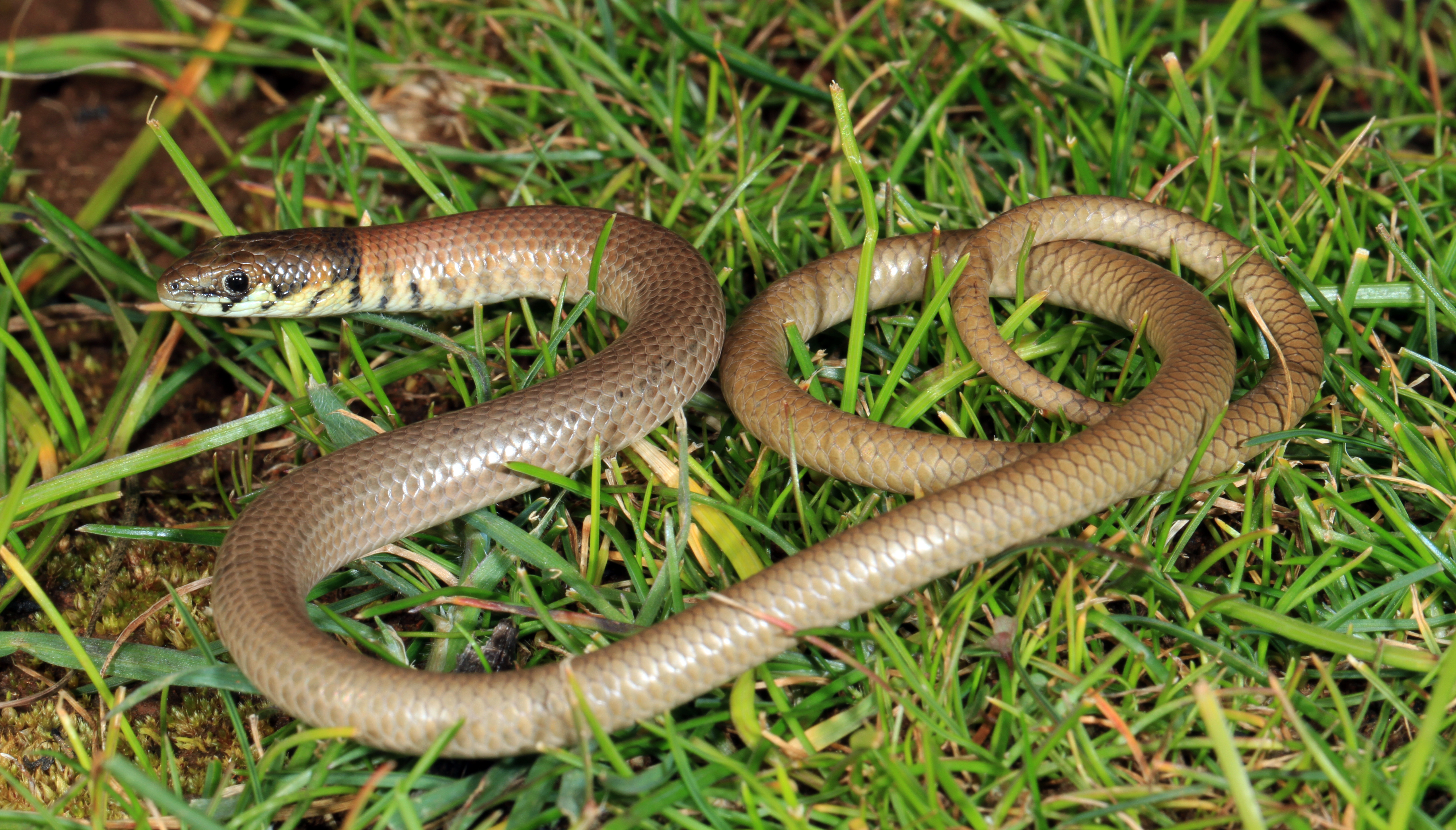
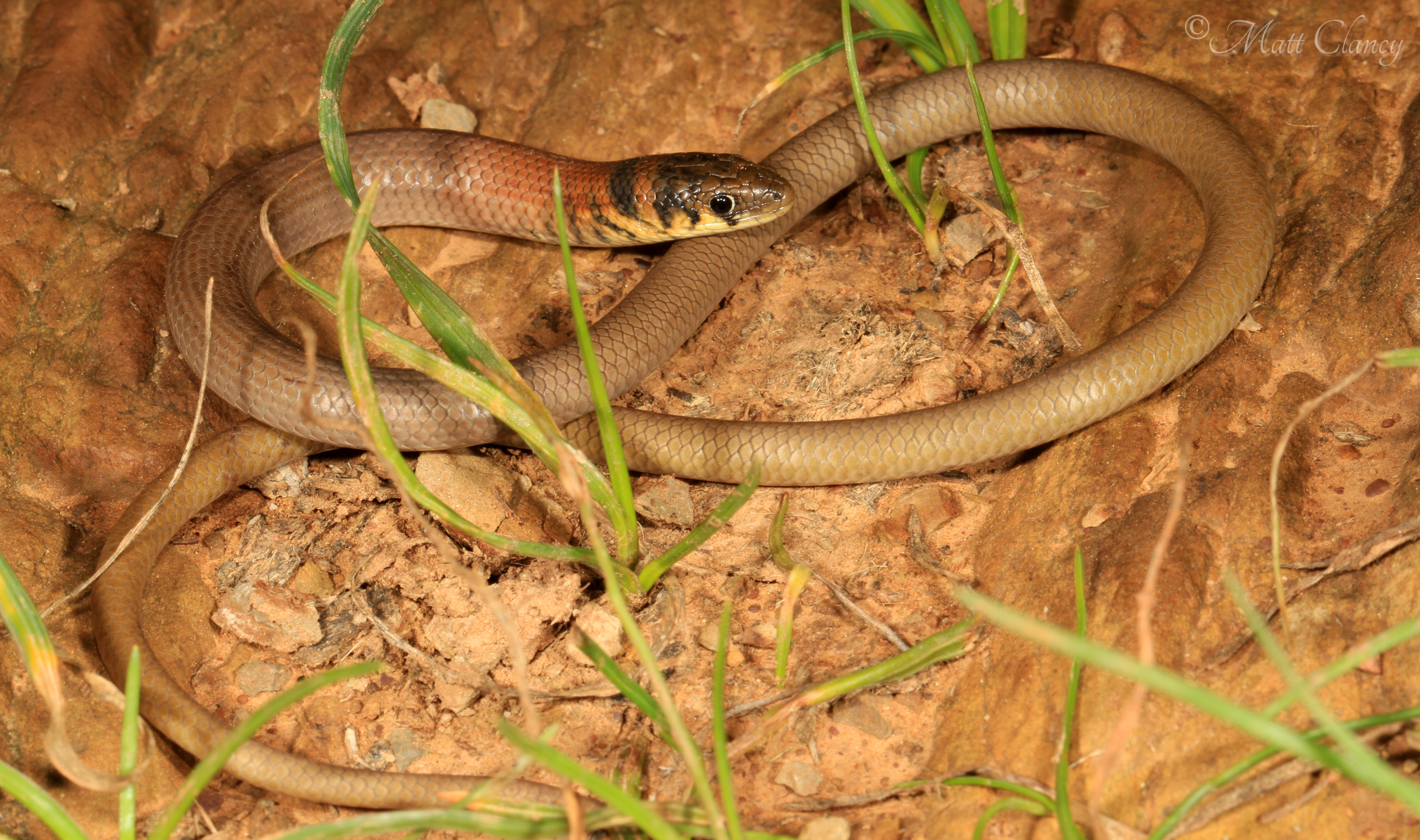